# Le Fresne (Marne)
Pour les articles homonymes, voir Fresnes.
Le Fresne est une commune française, située dans le département de la Marne en région Grand Est.

## Géographie

### Localisation
Le Fresne se trouve au centre-est du département de la Marne, en région Grand Est. La commune appartient à la région agricole de la Champagne crayeuse.
La commune de Le Fresne s'étend sur une superficie de 1 771 hectares. Sur son territoire, l'altitude varie de 114 à 225 mètres. Le relief est marqué par la vallée de la Moivre, affluent de la Marne qui passage au nord du village, ainsi que par le fossé des Garennes à l'est.
Par la route, Le Fresne se situe à 22 km de Châlons-en-Champagne, préfecture de la Marne, à 32 km de Vitry-le-François, à 38 km de Sainte-Menehould, et à 18 km de Saint-Germain-la-Ville, siège de la communauté de communes de la Moivre à la Coole dont Le Fresne fait partie. La commune fait en outre partie du bassin de vie de Châlons-en-Champagne.
Le Fresne est limitrophe de 5 communes :
| Poix       | Moivre | Bussy-le-Repos    |
|            | Fresne | Vanault-le-Châtel |
| Coupéville |        |                   |

### Hydrographie
La commune est traversée par la ligne de partage des eaux entre les régions hydrographiques « la Seine de sa source au confluent de l'Oise (exclu) » et « la Seine du confluent de l'Oise (inclus) à l'embouchure » au sein du bassin Seine-Normandie. Elle est drainée par la Moivre, le Fossé 02 des Garennes et le Fossé 06 de la Prairie,.
La Moivre, d'une longueur de 23 km, prend sa source dans la commune de Moivre et se jette  dans la Marne à Vésigneul-sur-Marne, après avoir traversé huit communes. 

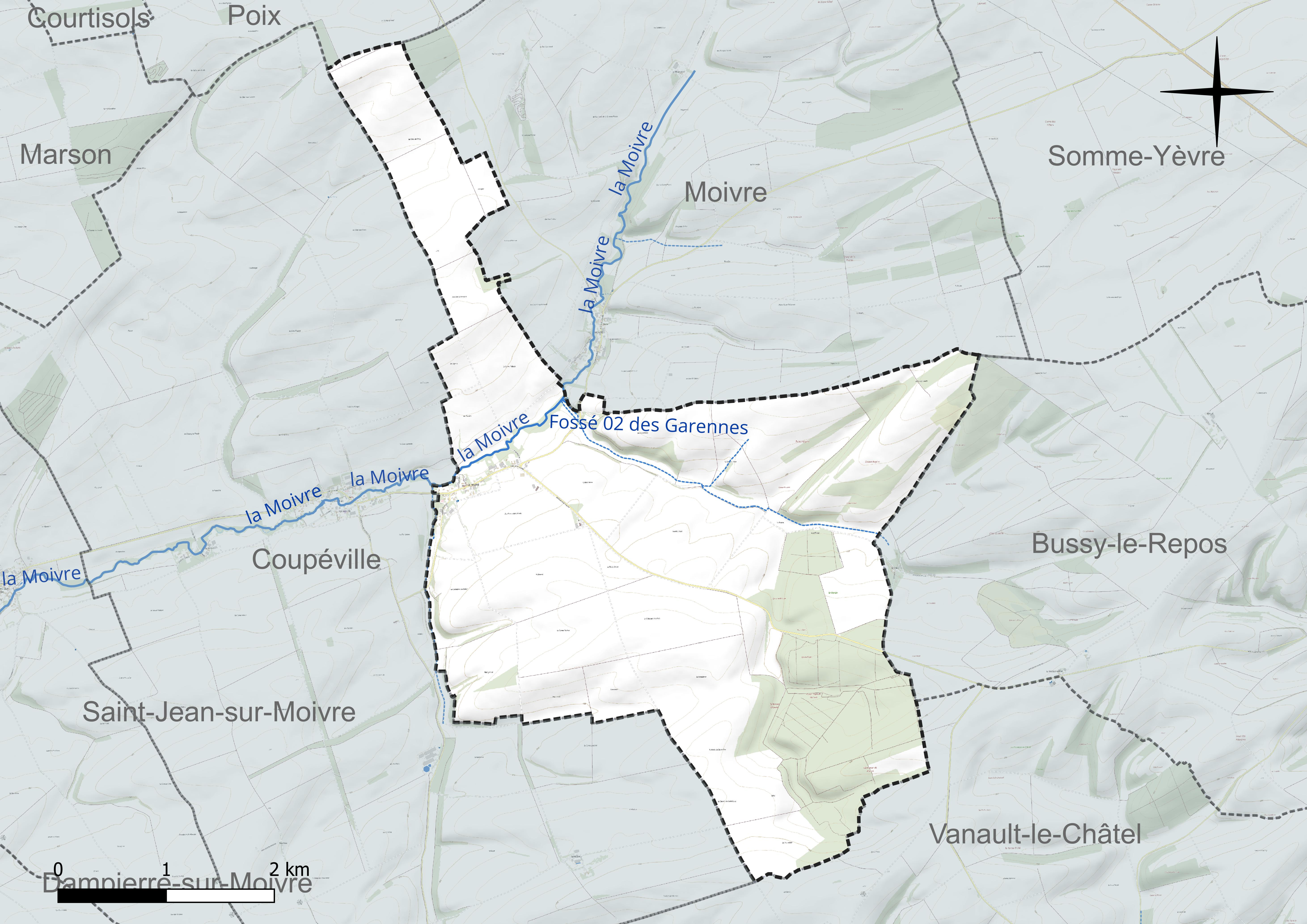
Réseau hydrographique du Fresne.

### Climat
Pour des articles plus généraux, voir Climat du Grand Est et Climat de la Marne.
En 2010, le climat de la commune est de type climat océanique dégradé des plaines du Centre et du Nord, selon une étude du Centre national de la recherche scientifique s'appuyant sur une série de données couvrant la période 1971-2000. En 2020, Météo-France publie une typologie des climats de la France métropolitaine dans laquelle la commune est exposée à un climat océanique altéré et est dans la région climatique  Nord-est du bassin Parisien, caractérisée par un ensoleillement médiocre, une pluviométrie moyenne régulièrement répartie au cours de l’année et un hiver froid (3 °C). 
Pour la période 1971-2000, la température annuelle moyenne est de 10,3 °C, avec une amplitude thermique annuelle de 15,6 °C. Le cumul annuel moyen de précipitations est de 784 mm, avec 12,4 jours de précipitations en janvier et 8,7 jours en juillet. Pour la période 1991-2020, la température moyenne annuelle observée sur la station météorologique de Météo-France la plus proche, « Somme-Vesle », sur la commune de Somme-Vesle à 9 km à vol d'oiseau, est de 10,7 °C et le cumul annuel moyen de précipitations est de 782,0 mm. 
La température maximale relevée sur cette station est de 41,5 °C, atteinte le 25 juillet 2019 ; la température minimale est de −17,6 °C, atteinte le 21 février 1994,,. 
Les paramètres climatiques de la commune ont été estimés pour le milieu du siècle (2041-2070) selon différents scénarios d'émission de gaz à effet de serre à partir des nouvelles projections climatiques de référence DRIAS-2020. Ils sont consultables sur un site dédié publié par Météo-France en novembre 2022.

### Milieux naturels et biodiversité
L'Inventaire national du patrimoine naturel (INPN) recense 535 espèces sur le territoire de la commune, dont 62 espèces protégées et 34 espèces menacées.
Le Fresne ne compte aucune zone naturelle d'intérêt écologique, faunistique et floristique (ZNIEFF) ou autre espace naturel protégé sur son territoire. Au sud-est de la commune, on trouve toutefois un espace de 52 hectares géré par le Conservatoire d'espaces naturels de Champagne-Ardenne, les « pelouses remarquables de la Côme des Chèvres ».

## Urbanisme

### Typologie
Au 1er janvier 2024, Le Fresne est catégorisée commune rurale à habitat dispersé, selon la nouvelle grille communale de densité à sept niveaux définie par l'Insee en 2022.
Elle est située hors unité urbaine. Par ailleurs la commune fait partie de l'aire d'attraction de Châlons-en-Champagne, dont elle est une commune de la couronne,. Cette aire, qui regroupe 97 communes, est catégorisée dans les aires de 50 000 à moins de 200 000 habitants,.

### Occupation des sols
L'occupation des sols de la commune, telle qu'elle ressort de la base de données européenne d’occupation biophysique des sols Corine Land Cover (CLC), est marquée par l'importance des territoires agricoles (80,5 % en 2018), une proportion sensiblement équivalente à celle de 1990 (80,4 %). La répartition détaillée en 2018 est la suivante : 
terres arables (80,5 %), milieux à végétation arbustive et/ou herbacée (10,2 %), forêts (7,9 %), zones urbanisées (1,5 %). L'évolution de l’occupation des sols de la commune et de ses infrastructures peut être observée sur les différentes représentations cartographiques du territoire : la carte de Cassini (XVIIIe siècle), la carte d'état-major (1820-1866) et les cartes ou photos aériennes de l'IGN pour la période actuelle (1950 à aujourd'hui).

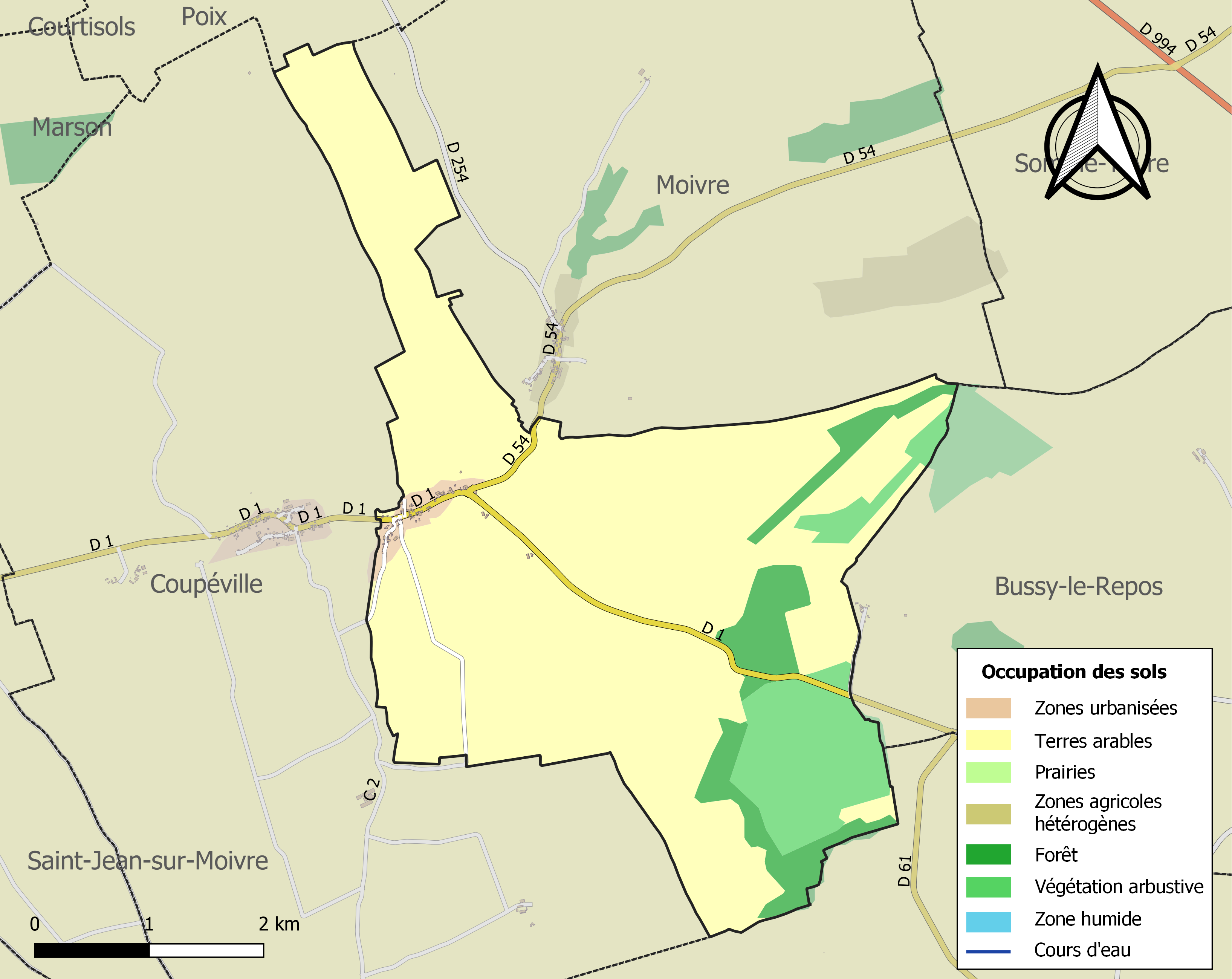
Carte des infrastructures et de l'occupation des sols de la commune en 2018 (CLC).

## Toponymie
Le nom de la localité est attesté sous les formes Villa nova ad Fraxinum (1212) ; Villa nova quæ Fraxinus dicitur (1213) ; Villa que dicitur Fraine (1247) ; Fraxinus (vers 1252) ; Le Fraine (1253) ; Le Fresne (vers 1274) ; Le Fraisne (1280) ; In finagio de Frassigno de Mevia (1286) ; Le Frayne (XIVe siècle) ; Fresne (1492) ; Le Fresne-en-Perthois (1665) ; Fresnes (1693) ; Fresne (Le) ou Le Fresne-sur-Moivre.

Fresne est un mot  français issu du latin fraxinus signifiant frêne.

## Histoire
Des traces d'habitat protohistorique ont été vus par photographie aérienne au lieu-dit Montouaille, des sépultures du hallstat final fouillées en 1997 au lieu-dit le Pré Adit.
Jusqu’au XIXe siècle, la commune était aussi appelée Lefresne et Le Fresne-sur-Moivre.

### Saint-Hilaire-sur-Moivre
Un village fort ancien, Saint-Hilaire-sur-Moivre (aujourd'hui un ancien hameau de la commune) se trouvait sur la route vers Moivre, attesté sous les formes Altare de Santelir (1148) ; Santtheler, Santeler, Santheler, Sanctus Hilaryus (1154-1161) ; Saintheler (1163) ; Sanctus Elerius (1165) ; Saintelier (vers 1165) ; Sanctus Hilarius (1171) ; Sanctelier, Santelier, Xanteliers (1182) ; Saint-Ylaire, Saint-Yslaire, Saint-Hylaire, Saint-Halaire (vers 1222) ; Altare de Sancto Ulerio (1216) ; Saint-Hylare (vers 1252) ; Sainct-Hilaire (1520) ; Saint-Hylaire de Moyvre (1163) ; Sainct-Hillaire (1573). Cité comme possession de l'abbaye de Saint-Memmie en 1091, il avait une église, paroisse mère celle de Moivre mais aussi une seigneurie avec château. Les seigneurs de st-Hilaire étaient en 1260 Oudinet de st-Hilaire qui prêtait hommage à l'abbaye de st-Memmie et une douzaine de foyers payaient alors le cens, au XVe siècle la famille Beaufort, en 1700 Anne Linage veuve Dangeville, en 1769 Anne Mélaut et son époux M. Jolly, puis à sa mort aux frères d'Anne. Des fouilles de 1992 permirent de les situer avec précisons et de dater la première église en pierre du VIIe siècle qui recouvre des sépultures du VIe siècle. Le village aurait disparu au XVIIe siècle.

## Politique et administration

### Intercommunalité
La commune, antérieurement membre de la communauté de communes du Mont de Noix, est membre, depuis le 1er janvier 2014, de la communauté de communes de la Moivre à la Coole.
En effet, conformément au schéma départemental de coopération intercommunale de la Marne du 15 décembre 2011, cette communauté de communes de la Moivre à la Coole est issue de la fusion, au 1er janvier 2014, de la communauté de communes de la Vallée de la Coole, de  la communauté de communes de la Guenelle, de la communauté de communes du Mont de Noix et de la communauté de communes de la Vallée de la Craie.

### Liste des maires
| Période                                  | Période                      | Identité            | Étiquette | Qualité                                    |
| ---------------------------------------- | ---------------------------- | ------------------- | --------- | ------------------------------------------ |
| Les données manquantes sont à compléter. |                              |                     |           |                                            |
| avant 1876                               | après 1877                   | Bourlier            |           |                                            |
| 1959                                     | 2014                         | Claude Bourlier     | ex UDF    | Conseiller général de Marson (1994 → 2001) |
| 2014                                     | En cours (au 4 juillet 2014) | Jean-Claude Arnould |           |                                            |

## Équipements et services publics

### Eau et déchets
L'approvisionnement en eau potable et l'assainissement des eaux usées sont des compétences de la communauté de communes de la Moivre à la Coole. La commune du Fresne est alimentée en eau potable par le captage de Dampierre-sur-Moivre. L'approvisionnement en eau potable est délégué à Veolia. L'assainissement y est non collectif.
Le service public des déchets est assuré par le Syndicat mixte du Sud-Est Marnais (SYMSEM), qui a mis en place une redevance incitative. La collecte des ordures ménagères résiduelles (en bacs noirs pucés ou en sacs rouges prépayés) et des emballages ménagers recyclables (en sacs jaunes) est réalisée en porte à porte. Le SYMSEM adhérant au syndicat de valorisation des ordures ménagères de la Marne (SYVALOM), ces déchets sont amenés en centre de transfert à Sainte-Menehould ou Vitry-en-Perthois, puis valorisés sur le site de La Veuve. La collecte du verre se fait en apport volontaire, avant transformation dans une usine de Reims. Pour les déchets volumineux ou dangereux, le SYMSEM met à disposition de ses habitants une plateforme de déchets verts et gravats, à Saint-Amand-sur-Fion, ainsi que 12 déchèteries, à Arrigny, Courtisols, Givry-en-Argonne, Mairy-sur-Marne, Pargny-sur-Saulx, Pogny, Sainte-Menehould, Thiéblemont-Farémont, Valmy, Vanault-les-Dames, Villers-en-Argonne et Ville-sur-Tourbe.

### Enseignement
Le Fresne fait partie de l'académie de Reims.
La commune dépend de l'école primaire « Arc-en-ciel » de Marson, installée rue du Montier et accueillant 96 élèves (chiffres 2024-2025).
Les enfants du Fresne sont ensuite rattachés au collège Perrot d'Ablancourt et au lycée Étienne Oehmichen, tous les deux situés à Châlons-en-Champagne.

### Postes et télécommunications
Une boîte aux lettres de La Poste se trouve sur le territoire de la commune, rue de Saint-Hilaire. Le bureau de poste le plus proche est situé à Courtisols.

### Justice, sécurité et secours
Du point de vue judiciaire, Le Fresne relève du conseil de prud'hommes, du tribunal de commerce, du tribunal judiciaire, du tribunal paritaire des baux ruraux et du tribunal pour enfants de Châlons-en-Champagne, dans le ressort de la cour d'appel de Reims. Pour le contentieux administratif, la commune dépend du tribunal administratif de Châlons-en-Champagne et de la cour administrative d'appel de Nancy.
Le Fresne est située en secteur Gendarmerie nationale et dépend de la brigade de Courtisols.
En matière d'incendie et de secours, la commune dépend du Service départemental d'incendie et de secours (SDIS) de la Marne.

## Démographie
L'évolution du nombre d'habitants est connue à travers les recensements de la population effectués dans la commune depuis 1793. Pour les communes de moins de 10 000 habitants, une enquête de recensement portant sur toute la population est réalisée tous les cinq ans, les populations de référence des années intermédiaires étant quant à elles estimées par interpolation ou extrapolation. Pour la commune, le premier recensement exhaustif entrant dans le cadre du nouveau dispositif a été réalisé en 2005.

En 2022, la commune comptait 75 habitants, en stagnation par rapport à 2016 (Marne : −1,19 %, France hors Mayotte : +2,11 %).
| 1793 | 1800 | 1806 | 1821 | 1831 | 1836 | 1841 | 1846 | 1851 |
| ---- | ---- | ---- | ---- | ---- | ---- | ---- | ---- | ---- |
| 230  | 251  | 237  | 202  | 196  | 196  | 202  | 202  | 204  |

| 1856 | 1861 | 1866 | 1872 | 1876 | 1881 | 1886 | 1891 | 1896 |
| ---- | ---- | ---- | ---- | ---- | ---- | ---- | ---- | ---- |
| 204  | 181  | 176  | 159  | 144  | 133  | 129  | 137  | 122  |

| 1901 | 1906 | 1911 | 1921 | 1926 | 1931 | 1936 | 1946 | 1954 |
| ---- | ---- | ---- | ---- | ---- | ---- | ---- | ---- | ---- |
| 107  | 106  | 75   | 82   | 82   | 67   | 75   | 61   | 78   |

| 1962 | 1968 | 1975 | 1982 | 1990 | 1999 | 2005 | 2006 | 2010 |
| ---- | ---- | ---- | ---- | ---- | ---- | ---- | ---- | ---- |
| 78   | 54   | 48   | 48   | 55   | 49   | 45   | 43   | 70   |

| 2015 | 2020 | 2022 | - | - | - | - | - | - |
| ---- | ---- | ---- | - | - | - | - | - | - |
| 74   | 75   | 75   | - | - | - | - | - | - |

## Culture locale et patrimoine

### Lieux et monuments
- Église des XIIe et XIIIe siècles sur une butte.